# 鹦鹉螺目
鹦鹉螺目（學名：Nautilida）是鸚鵡螺亞綱下唯一存有現生種的目。鸚鵡螺目始出現於泥盆紀，一般認為是由箭鉤角石目演化而來。在其後幾億年的漫長時間中，牠們發展出了22～34個科、165～184個屬，但其中絕大部份都已經滅絕，僅剩鹦鹉螺科下的鹦鹉螺属、異鸚鵡螺屬兩支延续至今，故被古生物學界称为“活化石”。